# シンビリスキャサウルス
シンビリスキャサウルス（学名:Simbirskiasaurus）は、ロシアのウリヤノフスク（旧称シンビルスク）で前期白亜紀バレミアン期にあたる地層から発見された、絶滅した魚竜の属。学名はウリヤノフスクの地名シンビリスクに由来する。模式標本は断片的な頭骨と脊柱からなる YKM 65119 である。

## 特徴
前上顎骨が長く、結果として吻部が伸びている。また、頬骨は前上顎骨に接触しない。
Fischer らは2014年の論文においてシンビリスキャサウルスについて以下の趣旨のコメントをしている。ただし、例に挙げられているテムノドントサウルスはオフタルモサウルス科ではなくテムノドントサウルス科に属する。
プラティプテリギウス亜科に属するオフタルモサウルス科の魚竜は、鼻骨上顎骨で外鼻孔が分断されていること、鼻孔の複合構造が後方で開き前後方向に圧縮されていること、深く噛み合った前頭葉・涙骨の縫合線の存在（テムノドントサウルスが想起される）が特徴である。シンビリスキャサウルスはまた、前上顎骨の副鼻腔構造が外鼻孔の後方の縁に到達していること（クリオプテリギウスと共通）、上顎骨の前方の伸びた構造が鼻に達していること（アエギロサウルスとは異なる）、前上顎骨の鼻の上の突起の存在（プラティプテリギウス・アウストラリスと共通）を特徴に持つ。

## 分類
プラティプテリギウス亜科の特徴が確認できることからプラティプテリギウス亜科に分類されている。1999年にプラティプテリギウスのシノニムとされたが、後に独立した属とされた。